# Goldstone Ground
Pour les articles homonymes, voir Goldstone.
Le Goldstone Ground était un stade de football situé à Hove en Angleterre. C'était l'enceinte du club de Brighton and Hove Albion FC entre 1902 et 1997.

## Histoire
Ce stade de 11 500 places fut inauguré le 7 septembre 1901. Le record d'affluence est de 36 747 spectateurs le 27 décembre 1958 pour un match de championnat de deuxième division entre Brighton et Fulham. Le terrain avait été équipé d'un système d'éclairage pour les matchs en nocturne en avril 1961. 
Brighton and Hove Albion abandonne ce stade en 1997. Il fut démoli dès juin 1997.